# Вейдле, Владимир Васильевич
Влади́мир Васи́льевич Ве́йдле (1 (13) марта 1895, Петербург — 5 августа 1979, Клиши-ла-Гаренн) — русский литературовед, культуролог, либеральный мыслитель, историк культуры русской эмиграции, поэт.

## Биография
Усыновлён в младенчестве Вильгельмом Людвигом (Василием Леонтьевичем) Вейдле (1848—1920) и Ольгой Владимировной Вейдле (1870—1928). Биологическая мать Мария Вестгольм, остзейская гувернантка. Был незаконнорождённым.
Дед Вейдле, выходец из швабского города Тюбингена, Людвиг (Леонтий) Вейдле был переплётчиком, превратившим свою мастерскую в солидный магазин.
Василий Леонтьевич Ведле, потомственный почётный гражданин, в молодости помогавший отцу, затем стал членом правления Волжско-Камского банка и ревизионной комиссии Бакинского нефтяного общества.
Вейдле-старший владел домом на Большой Морской 4.
В 1912 году окончил немецкое Реформаторское училище, где преподавание было на немецком языке, за исключением русской истории, Закона Божьего и русской литературы. В этом же году поступил на историческое отделение историко-филологического факультета Санкт-Петербургского университета, где специализировался на кафедре всеобщей истории. После окончания обучения в 1916 году был оставлен на кафедре всеобщей истории у профессора И. М. Гревса.
Накануне октябрьских событий 1917 года Вейдле был откомандирован в Пермь в только что основанный университет, где в течение трёх лет (1918—1921) преподавал историю искусства на историко-филологическом факультете Пермского университета; в 1921—1924 годах он преподавал в Петроградском университете, будучи доцентом кафедры истории и западного искусства.
В 1922 году смог выехать из Советской России на четыре с половиной месяца в командировку за границу — в Финляндию и Германию. Вернулся с надеждой, что его смогут отпустить за границу вновь, поскольку он вернулся. В июле 1924 года он покинул СССР окончательно: сначала поехал в Финляндию, где жила его мать, а в октябре уехал в Париж, где и прожил до конца своей жизни.
С 1925 по 1952 год преподавал в Свято-Сергиевском Богословском институте, профессор кафедры истории и христианского искусства. Участник собраний «Зелёной лампы» и литературного объединения «Круг». В 1950-70-х годах преподавал в университетах Мюнхена, Нью-Йорка, Принстона, Лондона, Брюгге и др. Публиковался в «Звене», «Последних новостях», «Современных записках», «Числах», «Русских записках», «Круге», «Вестнике РСХД», после Второй мировой войны — в «Новом журнале», «Опытах», «Воздушных путях», «Мостах».
Автор многочисленных эссе по истории русской и европейской литературы и художественной культуры, о судьбах христианского искусства, месте России в духовной истории Европы, а также искусствоведческие статьи, обзоры, литературно-критические и литературоведческие работы, рецензии. Писал также на французском и итальянском языках. На «Радио Свобода» вёл рубрику «Беседы о словах».
До сих пор мало известен в России, хотя в эмиграции был таким же видным представителем русской культуры, как Н. А. Бердяев, Г. П. Федотов, С. Л. Франк.
28 февраля 2005 — 1 марта 2005 года в рамках Третьего Пермского политического форума проходила Международная научно-практическая конференция «Россия в XX—XXI веках: долгое возвращение в Европу», посвящённая памяти Владимира Васильевича Вейдле.

## Сочинения
- Вейдле В. В. Умирание искусства. П., 1937
- Вейдле В. В. Крещальная мистерия и ранне-христианское искусство // Православная мысль, № 6, 1948
- Вейдле В. В. Вечерний день. N.Y. Издательство имени Чехова, 1952, 220 с.
- Вейдле В. В. Родная чужбина // Новый журнал. N.Y. 1977.
- Вейдле В. В. Задача России. N.Y., 1954, 238 с. 2-е изд. 1965.
- Вейдле В. В. Рим. — Paris, 1967.
- Вейдле В. В. Безымянная страна. Paris: YMCA-Press, 1968. — 164 с.
- Вейдле В. В. После «Двенадцати». Приношение кресту на могиле Александра Блока. Paris, YMCA-Press, 1973. — 68 с.
- Вейдле В. В. О поэтах и поэзии. Paris: YMCA-Press, 1973. — 204 с.
- Вейдле В. В. «Зимнее солнце. Из ранних воспоминаний». Washington: Viktor Kamkin Inc, 1976
- Вейдле В. В. «На память о себе». Стихотворения 1918—1925 и 1965—1979. Париж, Издательство «Рифма», 1979.
- Вейдле В. В. Умирание искусства: Размышления о судьбе литературного и художественного творчества / Предисл, подг. текста и примеч. И. А. Доронченкова. — СПб: Axioma, 1996. — 332 с. — (Классика искусствознания).
- Вейдле В. В. Умирание искусства / Сост. В. М. Толмачев. — М.: Республика, 2001. — 447 с. — (Прошлое и настоящее).
- Вейдле В. В. Воспоминания / Вступ. ст., публ. и коммент. И. Доронченкова // Диаспора: новые материалы. СПб., 2001. Вып. 2. C. 24-153.
- Вейдле В. В. Эмбриология поэзии: Статьи по поэтике и теории искусства. / Сост., комм. и послесл. И. А. Доронченкова. — М.: Языки славянской культуры, 2002. — 456 с. — (Studia philologica).